# مدهون (دوعن)

'

تعديل مصدري - تعديل

مدهون هي إحدى قرى عزلة صيف بمديرية دوعن التابعة لمحافظة حضرموت، بلغ تعداد سكانها 308 نسمة حسب تعداد اليمن لعام 2004.